# Nationalpark Bromo-Tengger-Semeru

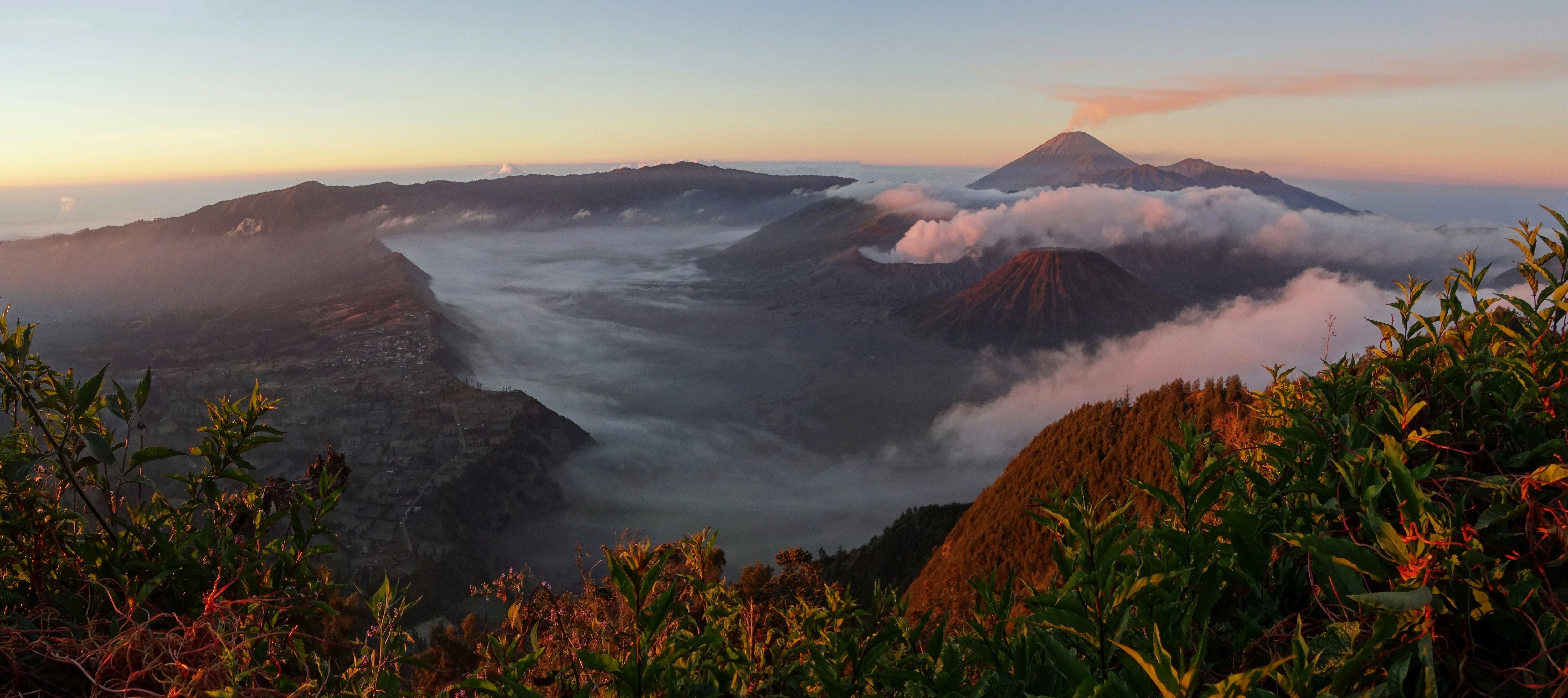
Frühnebel in der Tengger-Caldera

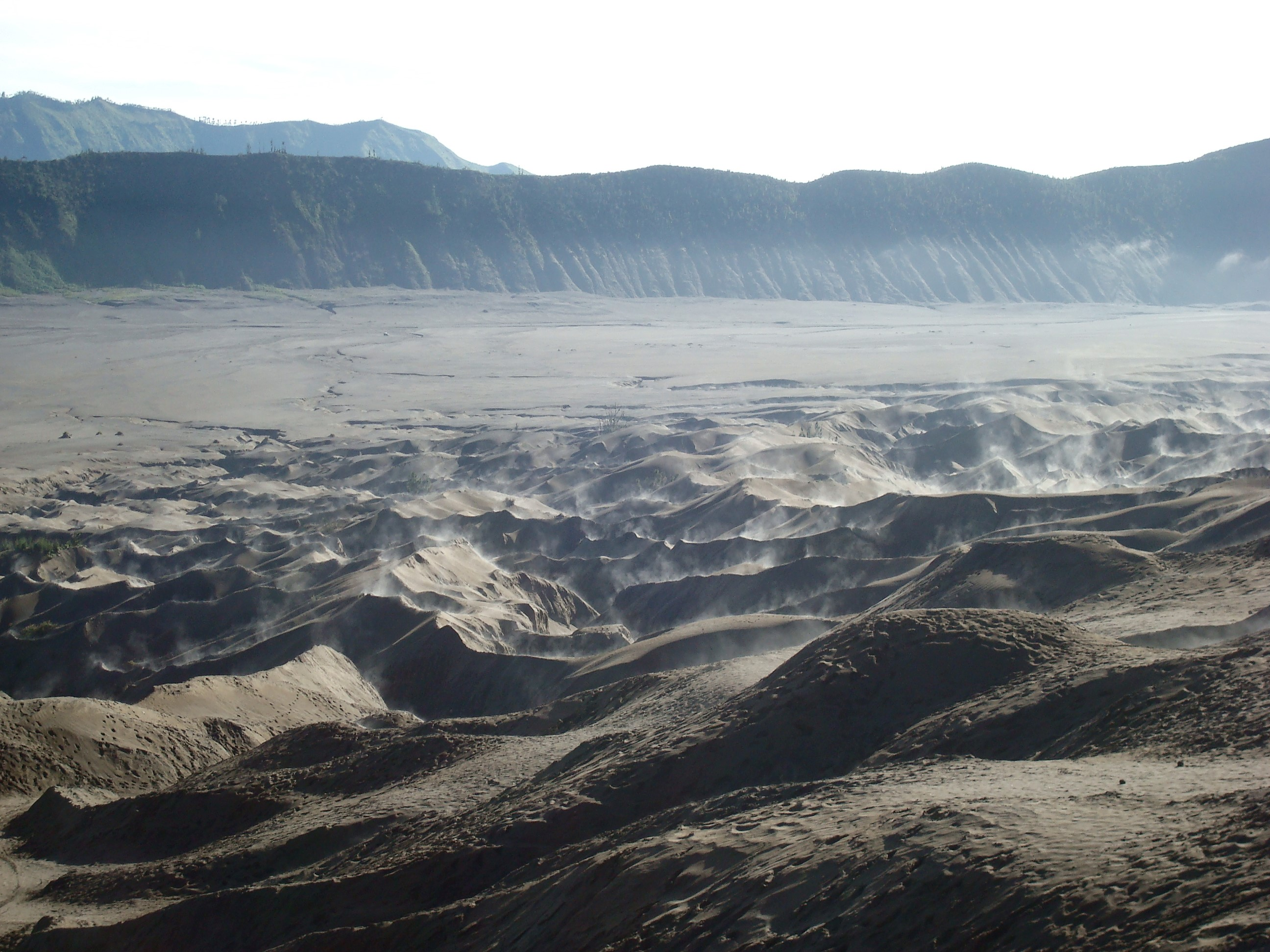
Blick in das Tengger-Sandmeer vom Bromo aus

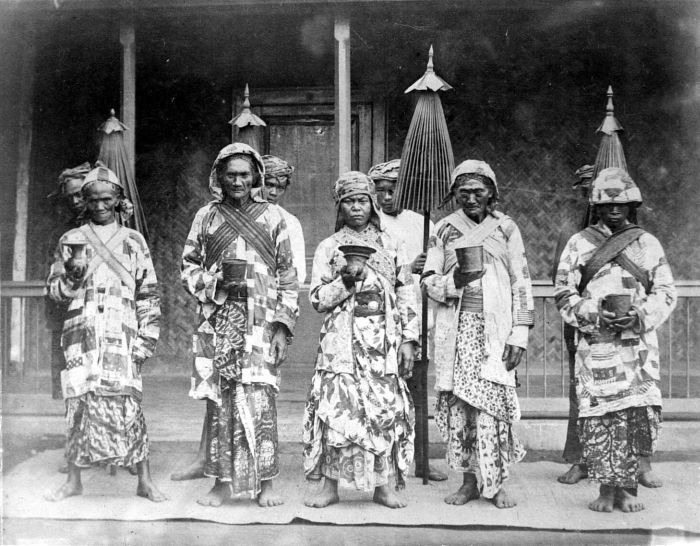
Hindu-Priester (Tengger)

Der Nationalpark Bromo-Tengger-Semeru befindet sich auf der Insel Java, in der indonesischen Provinz Ost-Java, und existiert seit 1982. Der mittlere Teil des Namens verweist auf das hier lebende Volk der Tengger. Zum Nationalpark gehören der 3676 m hohe Stratovulkan Semeru, der höchste Berg der Insel, sowie vier in der Tengger-Caldera liegende Vulkane, deren bekanntester der Bromo ist. Die Caldera wird vom Tengger-Sandmeer (malaiisch: Laut Pasir Tengger) ausgefüllt. Vier Seen und etwa 50 Flüsse liegen auf dem Terrain. Bereits seit 1919 steht das Sandmeer unter besonderem Schutz.

## Flora und Fauna
Im Park leben 137 Vogelarten, darunter das Bankivahuhn, der Rhinozerosvogel und die Brahmanenmilan. Zu den 22 Säugetierarten gehören die Marmorkatze, Javaneraffe, Leopard und Rothund. Es gibt eine sehr vielfältige Flora, die unter anderem aus wie Buchen- und Maulbeergewächsen, Sterculiaceae, Casuarina junghuhniana und 200 Arten endemischer Orchideen.

## Kultur
Das Gebiet im Park und rundherum wird von Tengger bewohnt. Die Menschen dieser Ethnie stellen bedeutende hinduistische Gemeinden auf der Insel Java. Sie weist Züge auf, die mit der Balis vergleichbar sind, aber mehr animistische Elemente beinhalten. Es wird vermutet, dass die Tengger-Bevölkerung auf Nachkommen des Majapahit-Reiches zurückzuführen ist, die sich vor der Ankunft des Islam in der Region in die Berge Pulau Maduras verzog.